# Ростов-на-Дону—Центральный (аеродром)
Ростов-на-Дону—Центральний — військовий аеродром на північно-західній околиці міста Ростов-на-Дону. Тут базується 30-й окремий транспортний змішаний авіаційний полк, що належить до 4-тої армії ВПС і ППО і оснащений літаками Ан-12, Ан-26, Ан-148-100Е та іншими і вертольотами Мі-8 та Мі-26.

### 30-й окремий транспортний змішаний авіаційний полк
З 1945 року на аеродромі Ростов-Центральний дислокувалася 138-а окрема змішана авіаційна ескадрилья, завданням якої були транспортні перевезення для Північно-Кавказького військового округу. 
27 квітня 1992 року на основі переформування 138-ї ескадрильї було створено 535-й окремий змішаний авіаційний полк із тими самими завданнями. В серпні 2003 року 535-й полк було переформовано на 229-у авіаційну базу. 1 грудня 2010 року 229-а авіаційна база була розформована та стала авіаційною групою сформованої у Ростові 546-ї авіаційної бази армійської авіації. 1 січня 2015 року авіаційну групу було переформовано в 30-й окремий транспортний змішаний авіаційний полк. Полк спочатку був оснащений літаками Ан-12, Ан-26, Іл-18, Іл-20, Ту-134, L-410UVP та вертольотами сімейства Мі-8.
Пізніше в полк передали кілька Ан-148.